# Hestimoides
Hestimoides is een kevergeslacht uit de familie van de boktorren (Cerambycidae). De wetenschappelijke naam van het geslacht werd voor het eerst geldig gepubliceerd in 1939 door Breuning.

## Soorten
Hestimoides omvat de volgende soorten:
- Hestimoides ochreovittatus Breuning, 1950
- Hestimoides compactus Breuning, 1939
- Hestimoides stellatus (Pascoe, 1867)
- Hestimoides striolatus (Aurivillius, 1921)
- Hestimoides trigeminatus (Pascoe, 1867)